# Genesta (yacht)
Le yacht Genesta a été un challenger britannique pour la Coupe de l'America (America's Cup) du Royal Yacht Squadron en 1885. Il a affronté le bateau américain Puritan du New York Yacht Club, sans succès.

## Construction
Le cotre Genesta a été conçu par l'architecte naval John Beavor-Webb (en) et construit par D. and W. Henderson and Company sur la rivière Clyde à Glasgow en 1884 pour Sir Richard Sutton, yachtman du Royal Yacht Squadron à Cowes sur l'Île de Wight. Ce cotre a été réalisé en bordés de chêne  sur membrures en acier. Genesta a été mené par John Carter.

## Carrière

Guidon du Royal Yacht Squadron

Après une forte présence dans les courses de yachts britanniques en 1884, Richard Sutton a traversé l'océan Atlantique durant l'été 1885 pour rejoindre New York à bord de Genesta. À l'arrivée, l'architecte navalr Beavor-Webb a refusé de laisser voir son yacht avant la course de la Coupe de l'America, ce qui a démarré la tradition du secret persistant jusqu'à ce jour.
Après les courses de l'America's Cup, Genesta a remporté la  Brenton Reef Cup de Newport , la Cape May Challenge Cup , et, à son retour en Angleterre, la première course Round Britain Race en 1887, couvrant le parcours de 2.560 km en 12 jours, 16 heures et 59 minutes.
Genesta a été vendu et converti en un yawl par les années 1890, et a finalement été démoli en 1900.